# Anastasija Marsenić
Anastasija Marsenić (født 24. februar 2003 i Danmark) er en kvindelig dansk/montenegrinsk håndboldspiller.. Hun er halv dansk og montenegrinsk. Hun er flere gange blev sammenlignet med den russiske verdenstjerne Anna Vjakhireva.